# TT185
La tombe thébaine TT 185 est située à El-Khokha, dans la nécropole thébaine, sur la rive ouest du Nil, face à Louxor en Égypte.
C'est la sépulture de Seni-iqr (Sn.j-jqr), trésorier du Dieu, prince héréditaire, chancelier divin, datant de la Première Période intermédiaire.